# BC Rakvere Tarvas
O BC Rakvere Tarvas, também conhecido por razões de patrocinadores como Rakvere Tarvas Palmse Metall, é um clube profissional de basquetebol situado na cidade de Rakvere, Lääne-Virumaa, Estónia que disputa atualmente a Liga Estoniana e a Copa Europeia.